# Gemini (PDA)

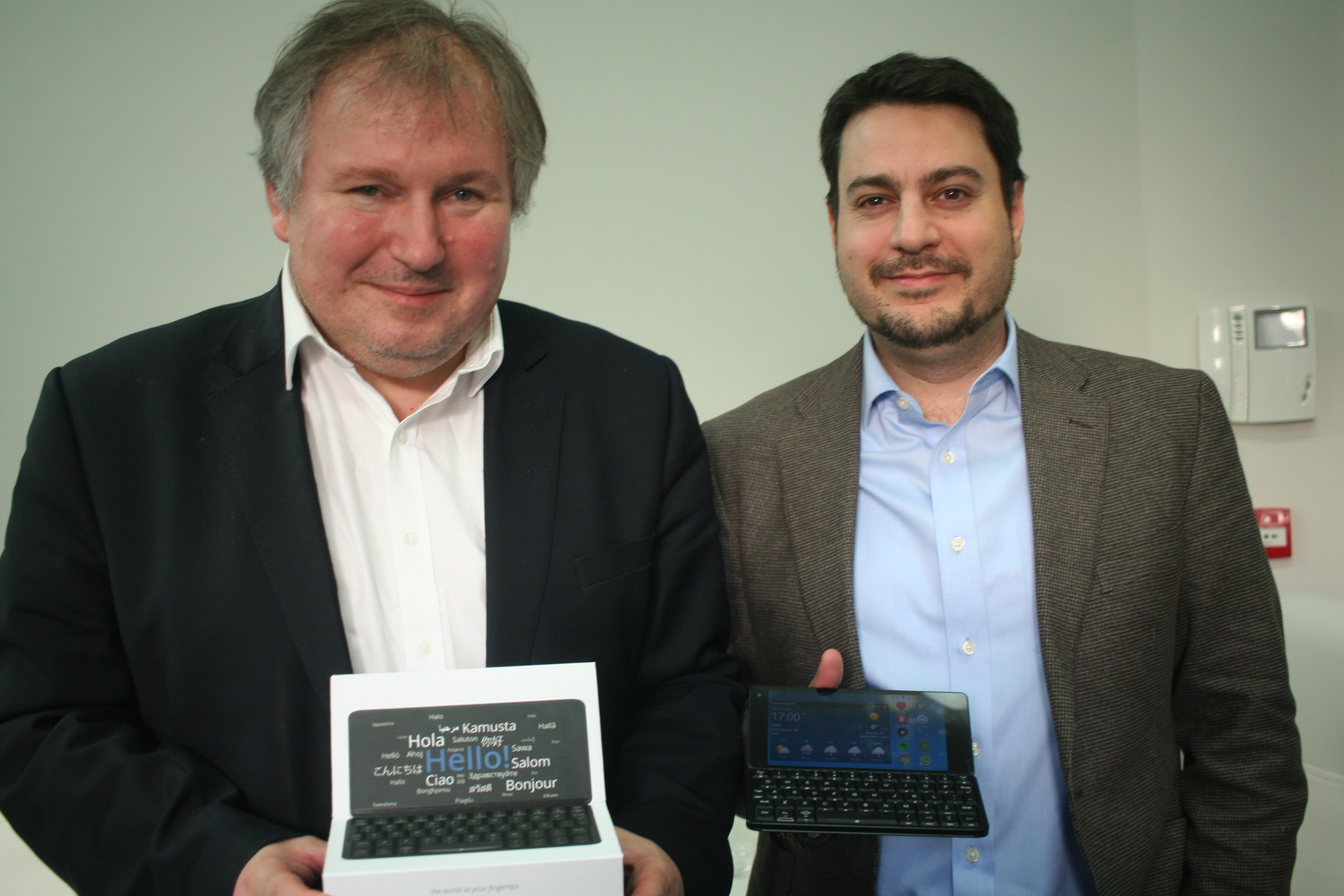
Box and Gemini PDA with Planet Computers' Janko Mrsic-Flogel (CEO, left) and Davide Guidi (CTO, right)

La PDA Géminis es un asistente digital personal diseñado por Planet Computers en asociación con Martin Riddiford, quien previamente trabajó en el Psion Series 5 en los 90, y financiado en masa a través de Indiegogo en 2017. El Gemini se opone a la tendencia de los teléfonos inteligentes modernos de utilizar su pantalla principalmente en el aspecto apaisado, y tener un teclado, es decir, tomar la forma de un subnotebook.
Planet soporta la ejecución de dos sistemas operativos en el dispositivo, y está entre Android y Linux. Otras posibilidades incluyen Sailfish OS.
Antes de enero de 2018, se pusieron a disposición de los revisores dispositivos de preproducción, y la producción en masa estaba en pleno apogeo en diciembre de 2017 con dispositivos que comenzarían a enviarse a finales de enero de 2018 a los patrocinadores de Indiegogo.

## Hardware
- El sistema CPU/GPU en un chip es un Helio, ya sea el chipset X25 o X27.
  - 2x Cortex A72 @2.6GHz
  - 4x Cortex A53 @2.0GHz
  - 4x Cortex A53 @1.6GHz
  - ARM Mali T880 MP4 @875MHz
- RAM: 4GB
- Flash: 64GB
- Ranura de tarjeta microSDHC
- Dos conectores USB-C, de los cuales solo uno puede ser usado para cargarlo. La salida de vídeo es posible con un adaptador HDMI patentado, y no con el modo alternativo estandarizado del USB-C.
- Pantalla: 5.99" LCD, 2160×1080 (403 ppi, 2:1 relación de aspecto)
- Masa: 320g
- Dimensiones (mm): 171,4(ancho) × 79,3(profundidad) × 15,1(altura)
- Bluetooth: 4.1
- WiFi: 802.11a/b/g/n/ac
- Bandas de radio (variante 4G):
  - GSM 850/900/1800/1900MHz
  - CDMA 850/1900MHz BC0 BC1+ EVDO
  - UMTS 900/2100MHz
  - LTE 1/2/3/4/5/7/12/17/20/41 (con VoLTE)
- Ranura MicroSIM y eSIM (variante 4G)
- Batería: 4220mAh
- Cámara frontal 5Mp
- GPS: con AGPS
- Sensores: Acelerómetro, sensor de luz, giroscopio, sensor magnético
- Audio:
  - altavoces estéreo
  - 3.5mm headphone jack
  - micrófonos duales[6]

Algunos de los primeros dispositivos se fabricaron con el X25 SoC, como se especificó en la campaña de Indiegogo, y la fábrica cambió al X27 a medida que se agotaron las existencias del antiguo X25. También tienen la función eSIM desactivada.
Se venden dos variantes, una con sólo WiFi, otra con las radios de los teléfonos móviles.

## Accesorios opcionales

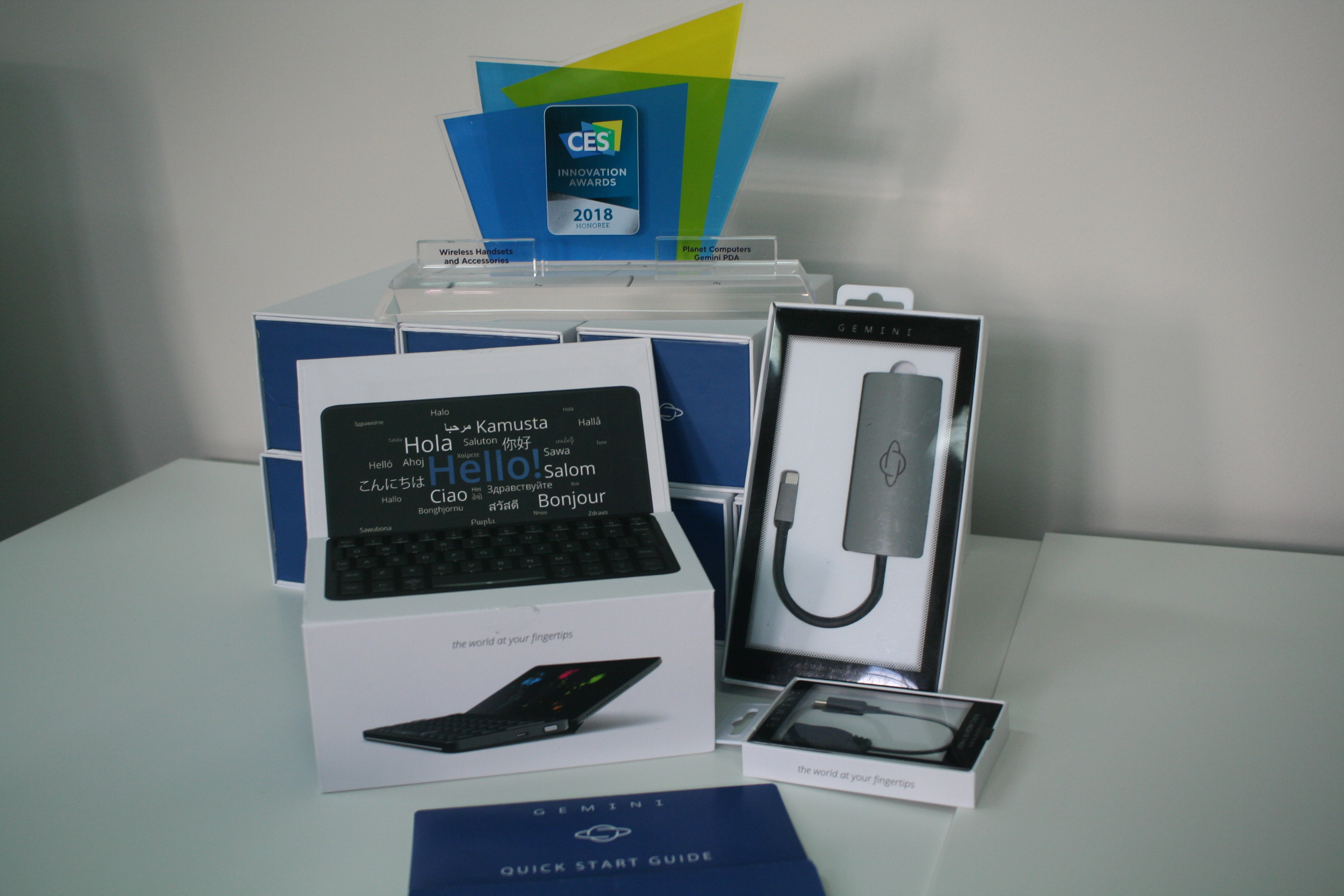
Accessories supplied with Gemini PDA, plus CES 2018 Award

La campaña original de Indiegogo permitía a los patrocinadores pagar extra por varios accesorios/características:
- Bolsa de cuero
- Adaptador HDMI
- Cámara trasera 5Mp
- Hub USB-C